# ناير مسعود
ناير مسعود (بالإنجليزية: Naiyer Masud)‏ (و. 1936 – 2017 م) هو مؤلف، من الهند، ولد في لكناو، والهند، توفي في لكناو، عن عمر يناهز 81 عاماً.

## جوائز
حصل على جوائز منها:
- جائزة ساراسواتي [الإنجليزية]‏
- جائزة أكاديمية شايتا [الإنجليزية]‏.